# Loganellia

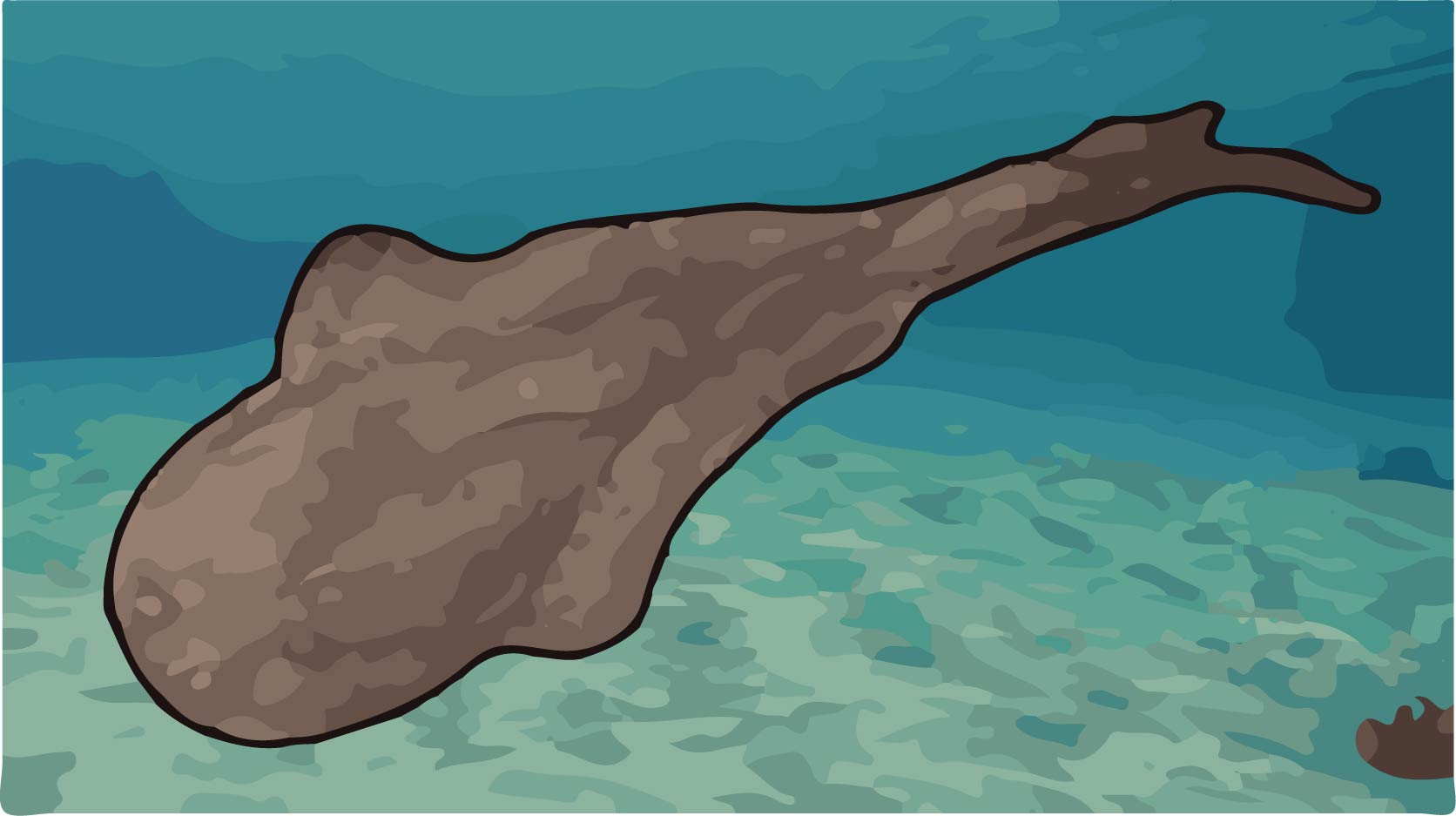
Loganellia nadando em um mar raso há 400 milhões de anos.

Loganellia é um gênero de peixe sem mandíbula que viveu entre 430-370 milhões de anos atrás, durante o Siluriano e o Devoniano, épocas do Paleozoico. A Loganellia pertencia à classe thelodonti e como os outros, possuía escamas em vez de placas de armadura.
Pensa-se que estes peixes têm uma relação mais estreita com o grupo dos gnatostomados do que com os conodontes. Eles são conhecidos por suas voltas espirais - dentículos orofaríngeos que cobriam suas barras branquiais. Neste sentido, a Loganellia poderia ter as primeiras estruturas dentais conhecidas relacionadas aos dentes modernos, e teriam evoluído na garganta, em vez de através dos dentículos dérmicos ou maxilares.